# Abelharuco-de-peito-azul
Abelharuco-de-peito-azul (Merops variegatus), também conhecido como abelharuco-de-colar-azul, é uma espécie de ave da família Meropidae.
Pode ser encontrada nos seguintes países: Angola, Burundi, Camarões, República Centro-Africana, República do Congo, República Democrática do Congo, Guiné Equatorial, Eritreia, Etiópia, Gabão, Quénia, Nigéria, Ruanda, Sudão, Tanzânia, Uganda e Zâmbia.